# Lijst van bruggen in Sevilla

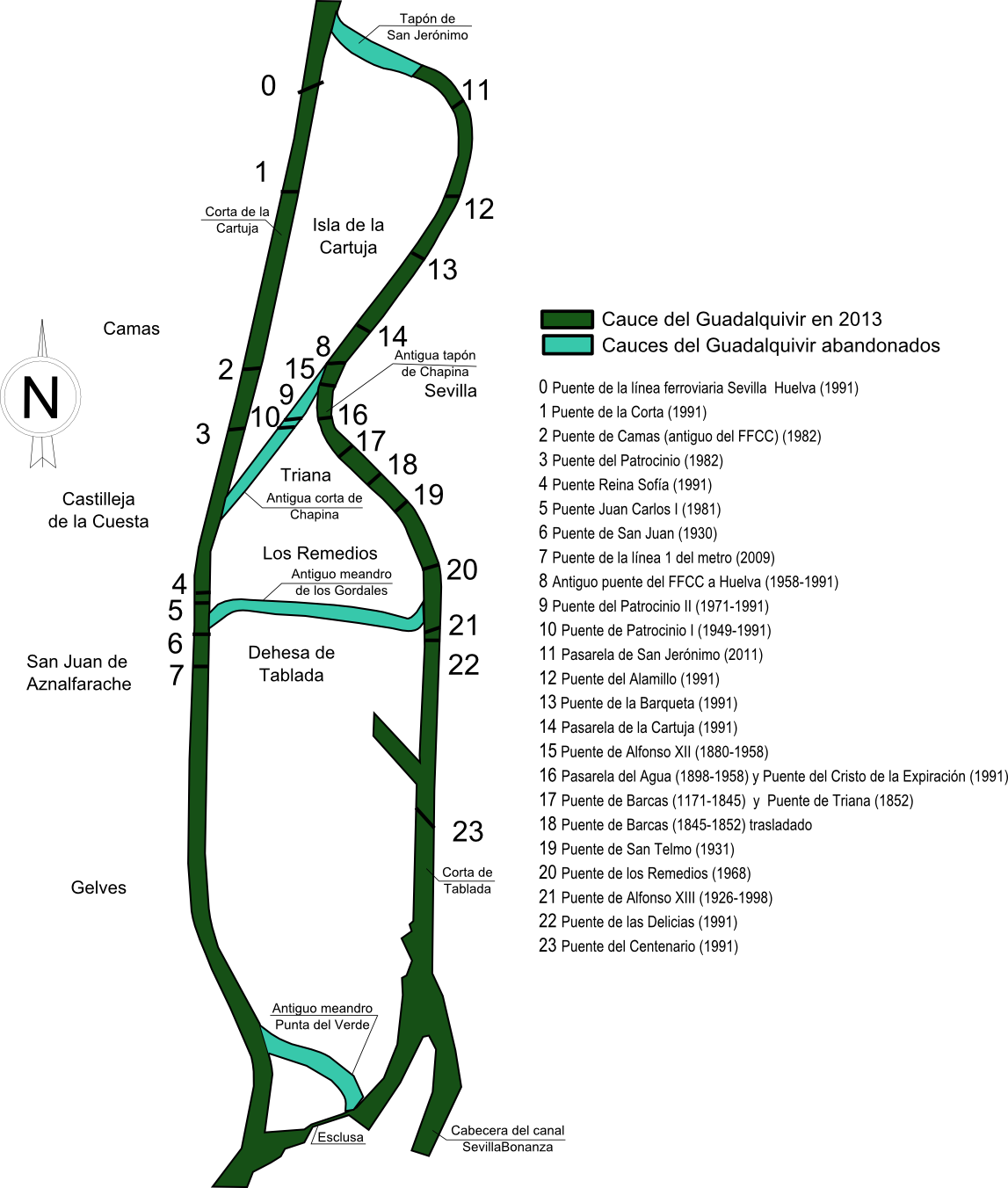
Locatie van de bruggen in Sevilla

In de Spaanse stad Sevilla (stad) bevinden zich de volgende bruggen over de rivier Guadalquivir (van noord naar zuid):
- Puente del Alamillo (gebouwd vanwege de Expo '92)
- Puente de la Barqueta (gebouwd vanwege de Expo '92)
- Pasarela de la Cartuja (gebouwd vanwege de Expo '92)
- Puente del Cristo de la Expiración (gebouwd vanwege de Expo '92)
- Puente de Isabel II (vroeger op deze locatie Puente de barcas)
- Puente de Alfonso XIII (bestaat niet meer sinds 1998)
- Puente de San Telmo
- Puente de los Remedios
- Puente del V Centenario (Paquito)

## Omleidingskanaal
Ten westen van de rivier is het omleidingskanaal gelegen, hier bevinden (of bevonden) zich de volgende bruggen:
- Puente de la Algaba
- Puente de la línea ferroviaria Sevilla-Huelva
- Puente de la Corta
- Pasarela de uso ciclista (ter hoogte van Torre Triana)
- Puente del Patrocinio
- Puente Reina Sofía
- Puente Rey Juan Carlos I
- Puente basculante de San Juan
- Puente de la línea 1 del metro de Sevilla